# Пасека (Быховский район)
Па́сека (бел. Пасека) — посёлок в составе Черноборского сельсовета Быховского района Могилёвской области Республики Беларусь.

## Население
- 2010 год — 1 человек